# Малохвей-Малий
Малохвей-Малий (пол. Małochwiej Mały) — село в Польщі, у гміні Красностав Красноставського повіту Люблінського воєводства.
Населення — 298 осіб (2011).
У 1975-1998 роках село належало до Холмського воєводства.

## Демографія
Демографічна структура станом на 31 березня 2011 року:
|          | Загалом | Допрацездатний вік | Працездатний вік | Постпрацездатний вік |
| -------- | ------- | ------------------ | ---------------- | -------------------- |
| Чоловіки | 154     | 31                 | 109              | 14                   |
| Жінки    | 144     | 20                 | 82               | 42                   |
| Разом    | 298     | 51                 | 191              | 56                   |